# Leonberger
Der Leonberger ist eine von der FCI anerkannte deutsche Hunderasse (FCI-Gruppe 2, Sektion 2.2, Standard Nr. 145).

## Herkunft und Geschichtliches
Der heutige Leonberger entstand in Leonberg durch die Kreuzung von Bernhardiner, Neufundländer und Pyrenäenberghund. Ende der 1830er, Anfang der 1840er Jahre kreuzte Heinrich Essig, Stadtrat in Leonberg, eine schwarzweiße Neufundländerhündin (als bevorzugtes Motiv des Malers Edwin Landseer seit 1960 als eigene Rasse unter dem Namen Landseer bekannt) mit einem langhaarigen Bernhardinerrüden. Später wurden weitere Bernhardiner sowie ein Pyrenäenberghund für die Zucht verwendet.
Die beiden Weltkriege hätten fast das Ende dieser Rasse bedeutet. Ein paar Liebhaber der Rasse konnten sie jedoch erhalten. Inzwischen gibt es weltweit verschiedene Leonberger-Vereine, die sich der Zucht annehmen.
In der Kynologie gibt es Hinweise, dass im Jahr 1625 die Fürstenfamilie von Metternich eine Zucht von Hunden besaß, die dem Leonberger ähnelten; so soll dieser Typ schon lange in dem Gebiet Rätische Alpen und in Schwaben heimisch gewesen sein.

## Beschreibung
Der Leonberger ist aufgrund seiner Ahnen ein sehr großer Hund und kann eine Schulterhöhe von 80 cm erreichen; im FCI-Standard ist kein Gewicht angegeben. Das Haar ist mittelweich bis derb, reichlich lang, anliegend, an Hals und Brust bildet es eine Mähne, löwengelb, rot, rotbraun, auch noch sandfarben (fahlgelb, cremefarbig) und alle Kombinationen zwischen ihnen, jeweils mit schwarzer Maske; schwarze Haarspitzen sind zulässig. Die Ohren sind hoch und nicht weit hinten angesetzt, hängend, mittelgroß, anliegend, fleischig.

## Wesen
Der Rassestandard fordert wesensfeste Leonberger mit Selbstsicherheit und souveräner Gelassenheit, mittlerem Temperament, Unterordnungsbereitschaft, guter Lern- und Merkfähigkeit und Lärmunempfindlichkeit. Ein in dieser Weise dem Standard entsprechender Leonberger ist ein ausgesprochen kinderfreundlicher Hund, der als Familien- und Begleithund überallhin mitgenommen werden kann.